# هوغو باستو
هوغو باستو (14 مايو 1993 ببورتو في البرتغال - ) هو لاعب كرة قدم برتغالي في مركز الدفاع. شارك مع منتخب البرتغال تحت 18 سنة لكرة القدم ومنتخب البرتغال تحت 23 سنة لكرة القدم. أما مع النوادي، فقد لعب مع نادي أروكا ونادي فارزيم وS.C. Braga B ‏.

## روابط خارجية
- هوغو باستو على موقع قاعدة بيانات كرة القدم.إي يو (الإنجليزية)
- هوغو باستو على موقع Soccerway.com (الإنجليزية)
- هوغو باستو على موقع AS.com (الإسبانية)